# Чиилийский район
Чиилийский район (Шиелийский район) (каз. Шиелі ауданы) — административная единица, район в составе Кызылординской области Казахстана. Шиелийский район был образован в сентябре 1928 года по указу Президиума Верховного Совета Казахской ССР. Общая площадь района – 3 426 915 га.
Население — 82 399 человек (2019).
Районный центр — посёлок Шиели.
Шиелийский район расположен в среднем течении древней реки Сырдарьи. В восточной стороне находятся известные всем древние города Сыганак, Бестам, в южной стороне простираются древние горы Каратау. Далее река Сарысу, берущая свое начало в Арке и Теликуль – свидетель многих исторических событий. Западная часть района соприкасается с областным центром, а северная часть с Кызылкумом, знаменитой своими ветрами.

## Административное деление
Региональное административное разделение: 1 поселок и 22 аульных округа.
1. Шиелийский сельский округ
2. Акмаянский сельский округ
3. Актоганский сельский округ
4. Алмалинский сельский округ
5. Байгекумский сельский округ
6. Бестамский сельский округ
7. Гигантский сельский округ
8. Жанатурмысский сельский округ
9. Енбекшинский сельский округ
10. Жиделиарыкский сельский округ
11. Жолекский сельский округ
12. Жуантобинский сельский округ
13. Иркольский сельский округ
14. Каргалинский сельский округ
15. Керделинский сельский округ
16. Когалинский сельский округ
17. Майлытогайский сельский округ
18. Сулутюбинский сельский округ
19. Талаптанский сельский округ
20. Тартогайский сельский округ
21. Теликольский сельский округ
22. Тонкерисский сельский округ
23. Ортакшылский сельский округ

## Достопримечательности
В устье реки Сарысу, рядом с озёрами Сыныртек и Таликоль находится Беленана, развалины ханского дворца кыпчакского периода.

## Уроженцы
- Будабай Кабылулы
- Асқар Жумадилдаев
- Нартай Бекежанов